# Presidente da Eslováquia
 O Presidente da República Eslovaca (em eslovaco:  Prezident Slovenskej republiky) é o chefe de estado da Eslováquia e o comandante-em-chefe das Forças Armadas. O presidente é eleito diretamente pelo povo por cinco anos e pode ser eleito por no máximo dois mandatos consecutivos. A presidência é em grande parte um escritório cerimonial, mas o presidente exerce certos poderes limitados com absoluta discricionariedade. A residência oficial do presidente é o Palácio Grassalkovich, em Bratislava.

## História
O cargo foi estabelecido pela constituição da Eslováquia em 1 de janeiro de 1993, quando a Eslováquia se separou da Checoslováquia e se tornou independente. O cargo ficou vago até 2 de março de 1993, quando o primeiro presidente Michal Kováč foi eleito pelo Conselho Nacional da República Eslovaca. No entanto, em 1998, o Conselho Nacional não conseguiu eleger um sucessor para Kováč.  O resultado foi que durante meio ano após o término do mandato de Kováč, em março de 1998, o cargo estava vago. Os deveres e poderes do cargo foram confiados ao então primeiro ministro e ao presidente do Conselho Nacional. Para chegar a uma solução, a constituição foi alterada para transferir a eleição do presidente para o povo. Eleições presidenciais foram realizadas em 1999, 2004, 2009 e 2014 .
O atual presidente é o economista Peter Pellegrini, que assumiu o cargo em 15 de junho de 2024.

## Lista de presidentes
Partidos
| Presidente | Presidente   | Presidente                                 | Mandato                                   | Partido                                         | Eleição | Cargo anterior                                                                   |
| ---------- | ------------ | ------------------------------------------ | ----------------------------------------- | ----------------------------------------------- | ------- | -------------------------------------------------------------------------------- |
| 1          |              | Michal Kováč 1930 a 2016 (Viveu: 86 anos)  | 2 de março de 1993 - 2 de março de 1998   | Movimento por uma Eslováquia democrática (HZDS) | 1993    | Presidente da Assembleia Federal da República Federativa Checa e Eslovaca (1992) |
| 2          |              | Rudolf Schuster Nascido em 1934 (85 anos)  | 15 de junho de 1999 - 15 de junho de 2004 | Partido da compreensão cívica (SOP)             | 1999    | Membro do Conselho Nacional (1998–1999) Prefeito de Košice (1994-1999)           |
| 3          |              | Ivan Gašparovič Nascido em 1941 (78 anos)  | 15 de junho de 2004 - 15 de junho de 2014 | Movimento pela Democracia (HZD)                 | 2004    | Presidente do Conselho Nacional (1993-1998)                                      |
| 3          | Independente | Ivan Gašparovič Nascido em 1941 (78 anos)  | 15 de junho de 2004 - 15 de junho de 2014 | 2009                                            |         | Presidente do Conselho Nacional (1993-1998)                                      |
| 4          |              | Andrej Kiska Nascido em 1963 (56 anos)     | 15 de junho de 2014 - 15 de junho de 2019 | Independente                                    | 2014    | Nenhum cargo eleito anterior                                                     |
| 5          |              | Zuzana Čaputová Nascido em 1973 (45 anos)  | 15 de junho de 2019–15 de junho de 2024   | Eslováquia Progressiva (PS)                     | 2019    | Nenhum cargo eleito anterior                                                     |
| 6          |              | Peter Pellegrini Nascido em 1975 (48 anos) | 15 de junho de 2024–presente              | Hlas–SD                                         | 2024    | Primeiro-ministro da Eslováquia (2018-2020)                                      |

## Ex-presidentes vivos
Há quatro ex-presidentes eslovacos vivos: 

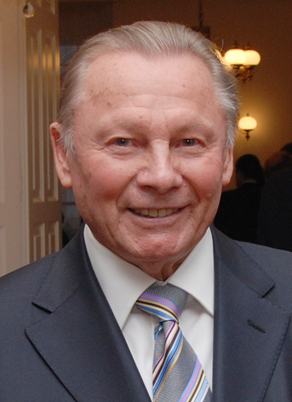
Rudolf Schuster (1999–2004) 4 de janeiro de 1934 (91 anos)
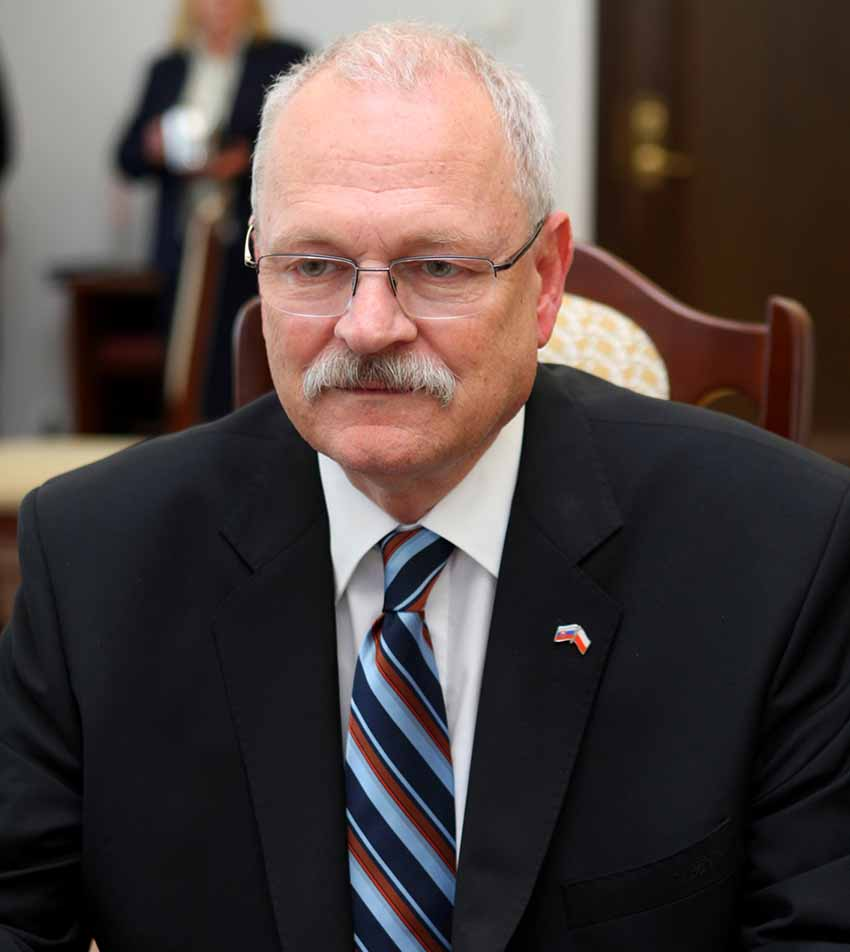
Ivan Gašparovič (2004–2014) 27 de março de 1941 (83 anos)
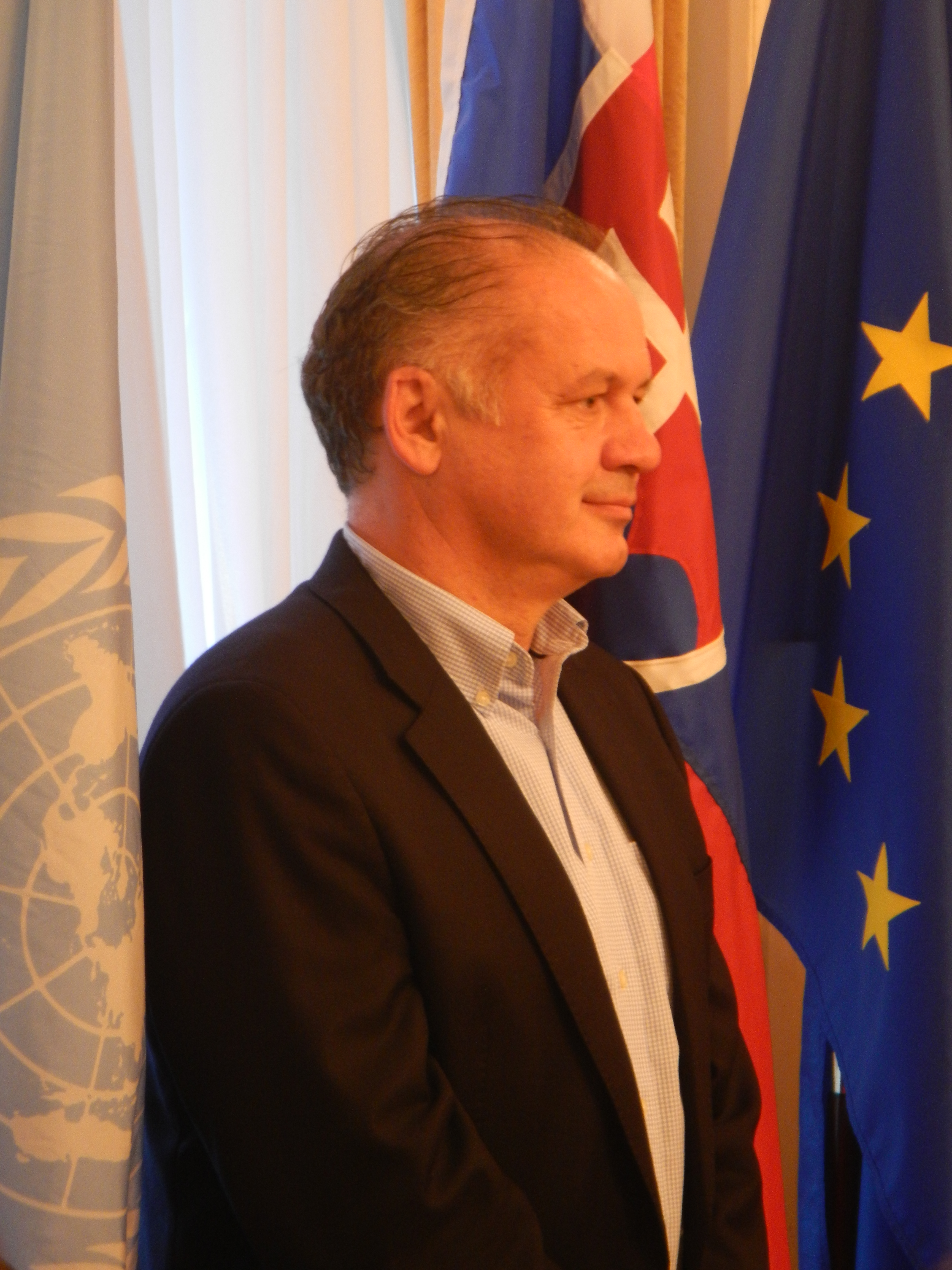
Andrej Kiska (2014–2019) 2 de fevereiro de 1963 (62 anos)
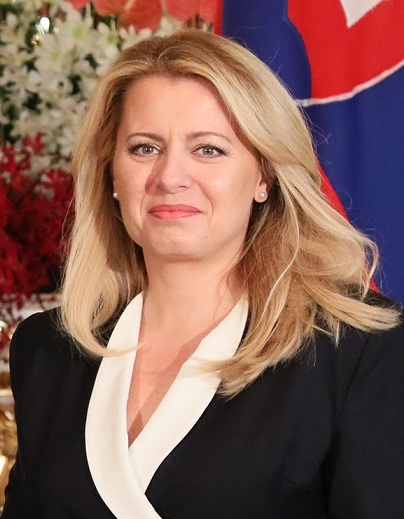
Zuzana Čaputová (2019–2024) 2 de junho de 1973 (51 anos)